# 三菱ふそう・Fシリーズ

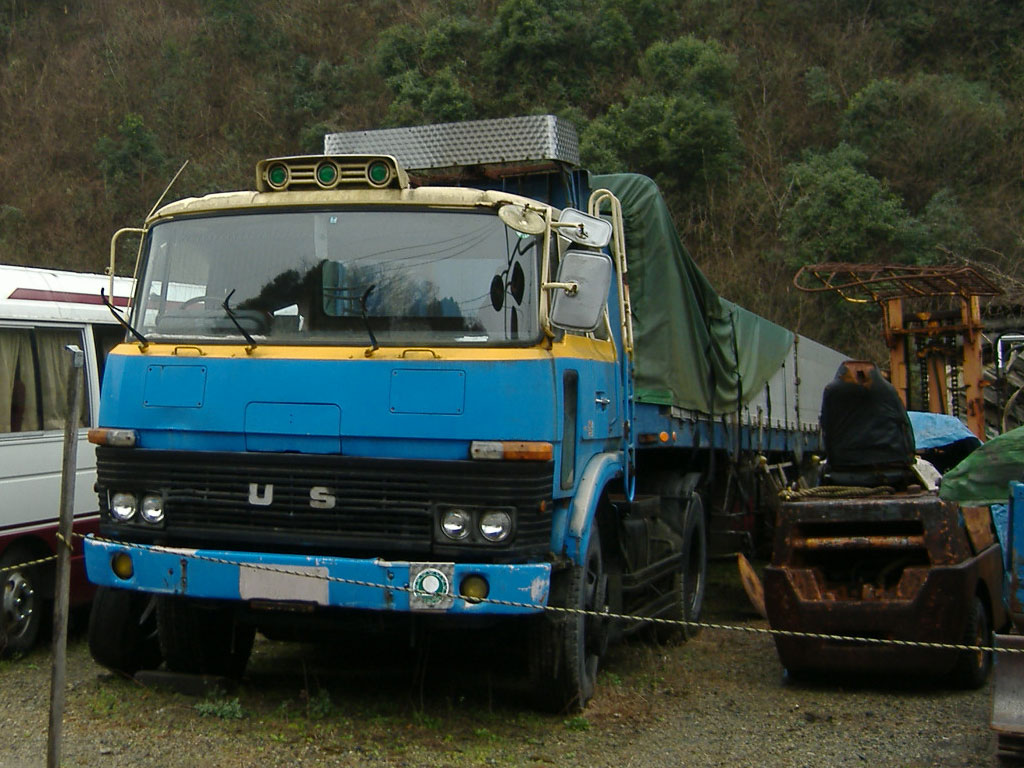
FP後期型
セミトラクタ・ローマウントキャブ

三菱ふそう・Fシリーズは、1973年から1983年まで三菱自動車工業（現:三菱ふそうトラック・バス）が製造していた大型トラックである。

## 概要
それまで型式の数字で車系が異なっていたTシリーズに代わって、本車では基本的な車系がアルファベットのみで表記されるようになった。以降、後継車のザ・グレートやスーパーグレートにも車系が受け継がれている。外観はクリスタルカットと呼ばれる直線的なキャブデザインが特徴で、セミトラクタはローマウントキャブとハイマウントキャブの2種類が存在していた。
また、トラックで初めてカスタムグレードを設定した車種でもあり、ファブリックシートやエアコンが装備されるなど、カスタムグレードの先駆けとなった。
なお、後継車種であるザ・グレートと共に、大韓民国の自動車製造会社、現代自動車においても『大型トラック』（通称: 90A）として現地生産されており、MBC公式YouTubeチャンネルのアーカイブ映像においては、フロントグリルに『HYUNDAI』のエンブレムが配置されるFシリーズとみられる大型トラックが多数、登場している。

## 歴史
- 1973年12月27日 Tシリーズの後継車として登場。エンジンはV型6気筒およびV型8気筒予燃焼室式の6DC2と8DC2、8DC6を搭載。
- 1974年 陸上自衛隊向けにFシリーズを6輪駆動に改造した74式特大型トラックの製造開始。10DC型搭載のFP214DR型ハイキャブ・セミトラクタ追加。
- V8エンジンのセミトラクタFP112DR、FP113DR型ははカーゴ系同様の標準キャブである。
- 1975年 エンジンを直接噴射式（6D20、8DC4、8DC7、8DC8、10DC8）に変更。
- 1976年6月 8t積みFP型を追加。エンジンは6D20型を搭載。
- 1977年7月 FS119型（低床4軸車）を追加。フロントグリル中央にM字のエンブレムを追加。ドアハンドル部のプレス形状変更。ベッド窓が形状変更され、やや大型化。ステップとグリルの間にオレンジ色の丸型リフレクター追加。テールランプを丸型から角型に変更。
- 1979年10月 37車種が一斉にマイナーチェンジ。通称「ブラックマスク」と呼ばれる黒一色のフロントグリルに変更、乗用車などへの幻惑防止措置として前期型よりヘッドランプの位置が下げられた。昭和54年排出ガス規制適合、直列6気筒ターボ、新開発の8DC9型NA・ターボエンジン車追加、助手席セーフティウインドウが装備された。

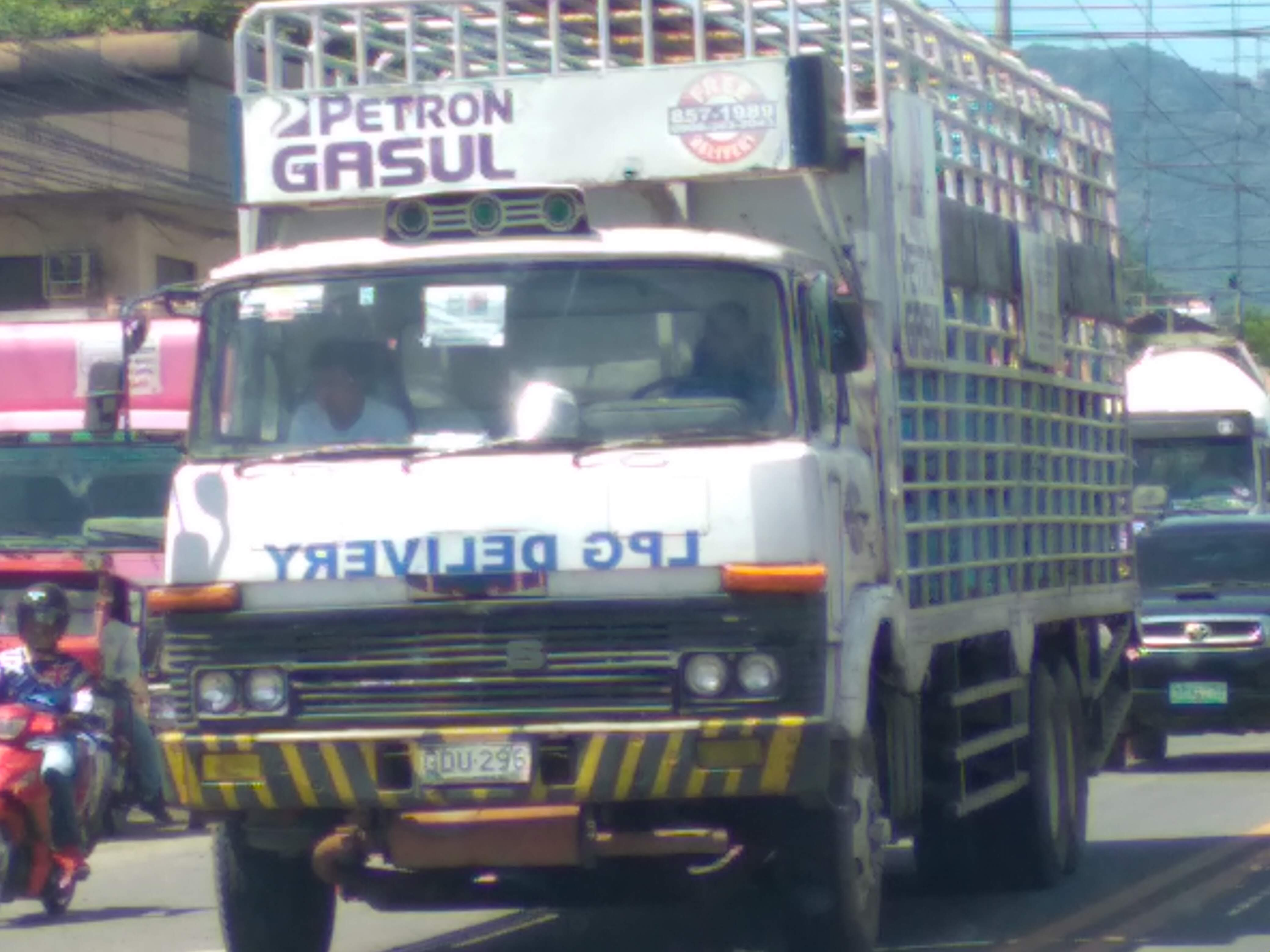
1979 ふそうFU液化石油ガス（LPG）配送トラック

- 1983年7月 フルモデルチェンジ。2代目となる新型のFシリーズはザ・グレートと命名され、1996年まで生産される。

## ラインナップ
- FP(前1軸後1軸・4×2)※セミトラクタは型式の末尾にRが付く。（例：FP112DR）
- FS(前2軸後2軸・8×4)
- FT(前2軸後1軸・6×2)
- FU(前1軸後2軸・6×2)
- FV(FUの2デフ版)※セミトラクタは型式の末尾にRが付く。（例：FV113HR）
- FN(FVの低床版)
- FR(4×4)※除雪車用
- FW(6×6)※除雪車用
- FX(8×8)※除雪車用